# Конрад II (Верл-Арнсберг)
Вижте пояснителната страница за други личности с името Конрад II.
Конрад II фон Верл-Арнсберг (на немски: Konrad II von Werl-Arnsberg; * ок. 1040; † 1092 убит във Фризия) е граф на Верл-Арнсберг и фогт на епископство Падерборн.

## Биография
Той е син на граф Бернхард II фон Верл (1010– ок. 1070). Баща му е внук на Герберга Бургундска, дъщеря на бургундския крал Конрад III, роднина на императрица Гизела Швабска и на император Хайнрих III. Брат е на Хайнрих II, епископ на Падерборн (1084 – 1127), и на Луиполд, до 1102 граф на Верл.
Той остава верен на император Хайнрих IV и получава от благорарност по-големи права. Около 1080 г. по времето на граф Конрад II фон Верл-Арнсберг се строи нов замък, от който по-късно произлиза дворец Арнсберг.

## Фамилия
Конрад II се жени за Матилда, дъщеря на Ото Нортхаймски, херцог на Бавария и на втората му съпруга Рихенза Швабска, която преди това била омъжена за роднината му Херман III фон Верл. Те имат децата:
- Фридрих I (1075 – 1124), 1102 граф на Арнсберг, жени се за Аделхайд, дъщеря на херцог Хайнрих I фон Лимбург
- Херман, придружава баща си 1092 г. в похода във Фризия и е убит
- Хайнрих, убит 1116 г. в битката при Велфесхолц, граф на Ритберг и фогт на епископия Падерборн.
- вер. дъщея